# 몸신경계
몸신경계(somatic nervous system, SNS; 옛 용어 '체성신경계')는 뼈대근육을 통한 몸의 자발적인 움직임에 관여하는 말초신경계이다.
몸신경계는 크게 감각 신경과 운동 신경으로 구분된다. 감각신경은 몸으로부터 중추신경계까지 감각 정보를 전달하는 들신경섬유로 이루어지고, 운동신경은 중추신경계로부터 나온 운동 명령이 날신경섬유를 따라 근육 수축을 자극한다.
여기서 들신경의 들-은 들어온다는 의미이고, 날신경의 날-은 나간다는 의미이다. 각각은 옛 용어로 '구심성 신경'과 '원심성 신경'이라고 지칭했다.

## 구조
사람 몸에는 총 43마디의 신경이 있다. 각 신경 마디에는 감각신경과 운동신경이 쌍을 이루고 있다. 43마디 중 31마디의 신경은 척수와 연결되는 척수 신경이고, 12마디의 신경은 뇌줄기와 연결되는 뇌 신경이다.
이에 따라 몸신경계를 크게 두 부분으로 나누면 다음과 같다.
- 척수 신경: 척수로 감각 정보를 받아들이고, 척수로부터 운동 명령을 전달하는 혼합신경이다.[4]
- 뇌 신경: 뇌줄기로 감각 정보를 받아들이고, 뇌줄기로부터 운동 명령을 전달한다.[3] 여기에는 냄새(후각), 시야(시각), 눈, 눈 근육, 입 근육, 맛(미각), 귀(청각), 목 근육, 어깨 근육, 혀 근육을 포함된다.[4]

## 기능
몸신경계는 몸에서 자발적으로 움직이는 모든 근육계통을 조절하며, 자발적인 반사활의 경로가 되어준다.
날몸신경계에서 신경 신호의 기본 경로는 중심앞이랑(precentral gyrus; 일차 운동 겉질과 가까이 위치)에 존재하는 운동신경의 위쪽 세포체(위운동신경세포; upper motor neuron에서 시작한다. 중심앞이랑에서 나온 자극은 위운동신경세포에서 겉질척수로(corticospinal tract)를 따라 뇌줄기와 척수의 배쪽뿔에 존재하는 아래운동신경세포(lower motor neuron)인 알파운동신경세포까지 전달된다. 위운동신경세포는 축삭 끝마디에서 글루탐산이라고 부르는 신경전달물질을 분비하며, 글루탐산은 아래운동신경세포에 존재하는 글루탐산 수용체로 전달된다. 이후 아래운동신경세포(알파운동신경세포)부터 축삭 끝마디에서 아세틸콜린을 신경전달물질로 분비하며, 근육의 시냅스이후 수용체인 니코틴작용 아세틸콜린 수용체가 아세틸콜린 정보를 받아들인다. 이렇게 함으로써 근육섬유가 수축할 수 있는 자극이 전달된다.

### 반사활
반사활(reflex arc)은 감각 정보의 입력과 특정 운동 정보의 출력 사이에서 나타나는 자율적인 연결을 더 만들거나 덜 만드는 신경 회로이다. 반사궁이라고도 한다. 반사 회로는 복잡성 측면에서 다양하다. 가장 간단한 척수 반사는 감각뉴런과 운동뉴런의 2가지 요소에 의해 매개되며, 이때 시냅스는 하나밖에 없기 때문에 단일시냅스 반사라고 부르기도 한다. 가장 유명한 단일시냅스 반사는 무릎 반사이다.
그 다음으로 단순한 반사활은 3가지 요소에 의해 매개되는데, 가장 처음 감각뉴런에서 시작한 뒤 척수에 있는 사이뉴런을 활성화시키고, 그 다음으로 운동뉴런을 활성화시킨다. 뜨거운 물체를 만진 직후 손을 떼는 것처럼 일부 반사 반응은 방어적인 반사이지만, 무릎 반사 같은 반응은 무릎 힘줄을 툭툭 치는 것으로 활성화되어 평범한 행동에 기여한다.

## 다른 동물
무척추동물은 신경전달물질이나 신경전달물질이 부착하는 수용체의 종류에 따라 근육섬유는 흥분할 수도 있고 억제할 수도 있다. 그러나 척추동물은 항상 아세틸콜린(ACh)이라는 신경전달물질을 통해 뼈대근육이 반응하며, 이는 항상 흥분성 반응이다.

## 같이 보기
- 자율신경계
- 창자신경계
- 신경계